# Baignes
Baignes és un municipi francès, capital del departament de l'Alt Saona i de la regió de Borgonya - Franc Comtat. El 2019 tenia 107 habitants.